# Minzsauce

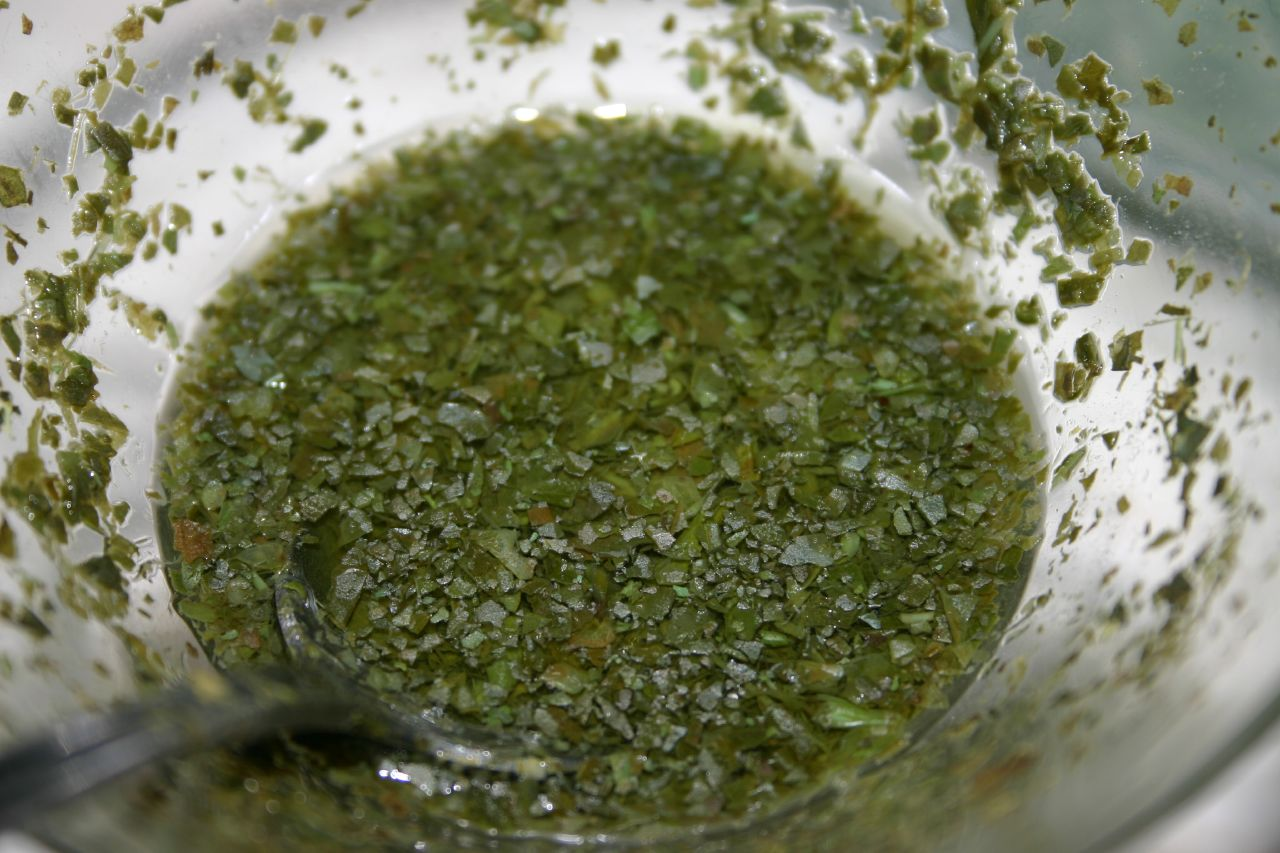
Minzsauce

Minzsauce (engl. mint sauce, frz. Sauce Menthe oder Sauce à la menthe) ist eine klassische kalte Sauce der englischen Küche.
Zubereitet wird sie aus frischer gehackter  Speerminze, heißem Wasser, Essig und etwas braunem Zucker; manchmal wird noch etwas Zitronensaft zugegeben. Nach der Zubereitung muss die dickflüssige Sauce durchziehen.
Minzsauce wird kalt sowohl zu kalten als auch warmen Fleischgerichten serviert, typischerweise zu Lamm und Hammel.